# Salem's Lot (Tv-miniserie 1979)
Salem's Lot er en amerikansk tv-miniserie fra 1979 instrueret af Tobe Hooper.

## Medvirkende
- David Soul – Ben Mears
- James Mason – Richard Straker
- Lance Kerwin – Mark Petrie
- Bonnie Bedelia – Susan Norton